# Paste velate
Le paste velate o pasticciotti sono un dolce tipico della tradizione dolciaria nissena.

## Ingredienti

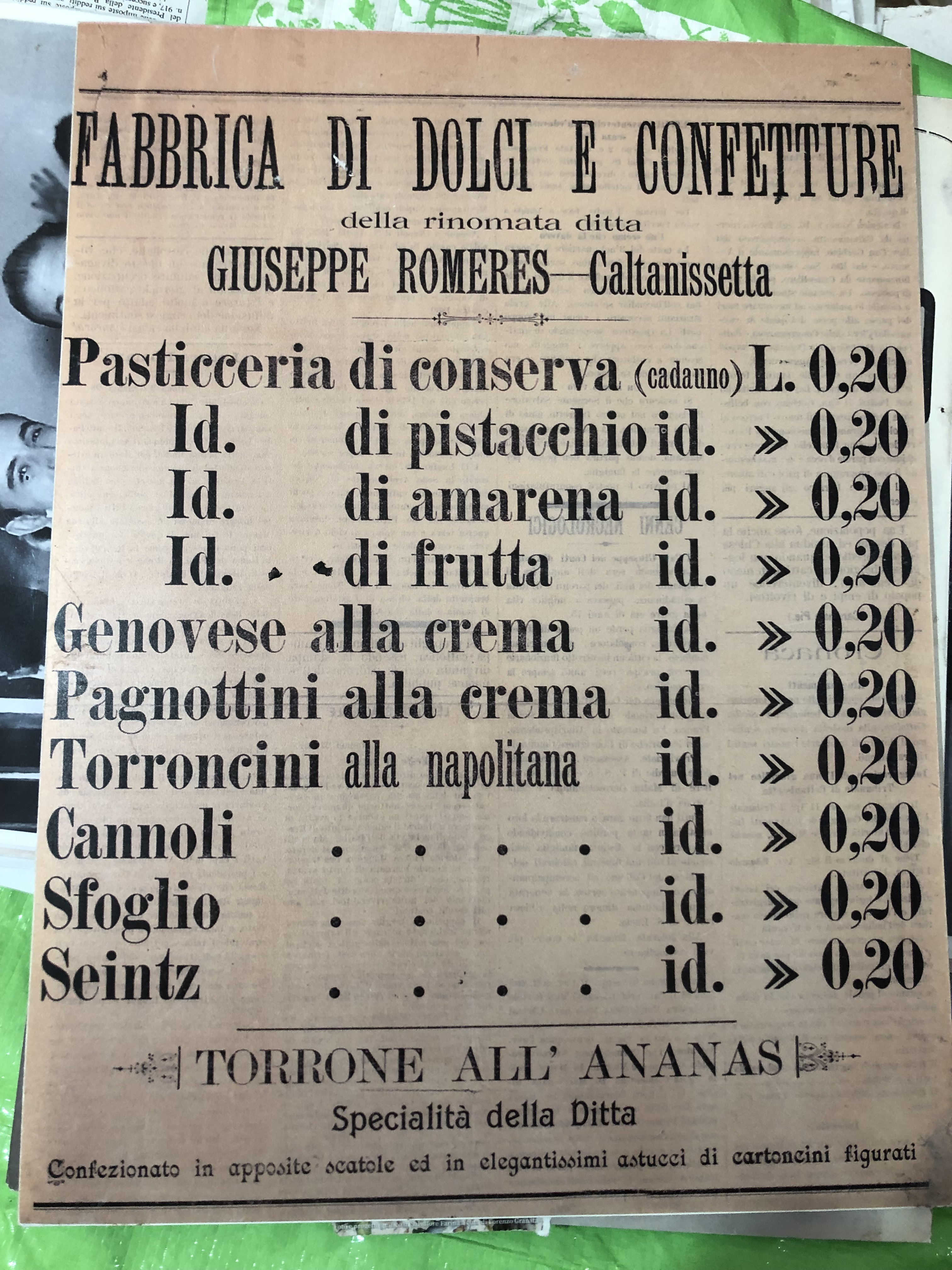
La scomparsa Pasticceria Giuseppe Romeres a Caltanissetta, proponeva il pagnottino alla crema che è la velata senza glassa.

È un pasticcino di 100-120 gr, costituito da due strati di pan di Spagna (da soli sono detti pagnottino), con crema farcita, rivestito da una glassa zuccherina colorata o meno, rifinito con ciliegia candita e/o granella di pistacchio e disegni di cioccolato.
È un tipo di pasticcino alla crema prodotta tutto l'anno, consumato specialmente la domenica, come è tipico nella tradizione nissena e siciliana. L'inizio della sua produzione si può far risalire agli inizi del 900 ad opera di pasticchieri nisseni. Ogni pasticceria della città ha un proprio decoro tipico cosa che rende la pasta velata apperentemente diversa tra i vari laboratori. 

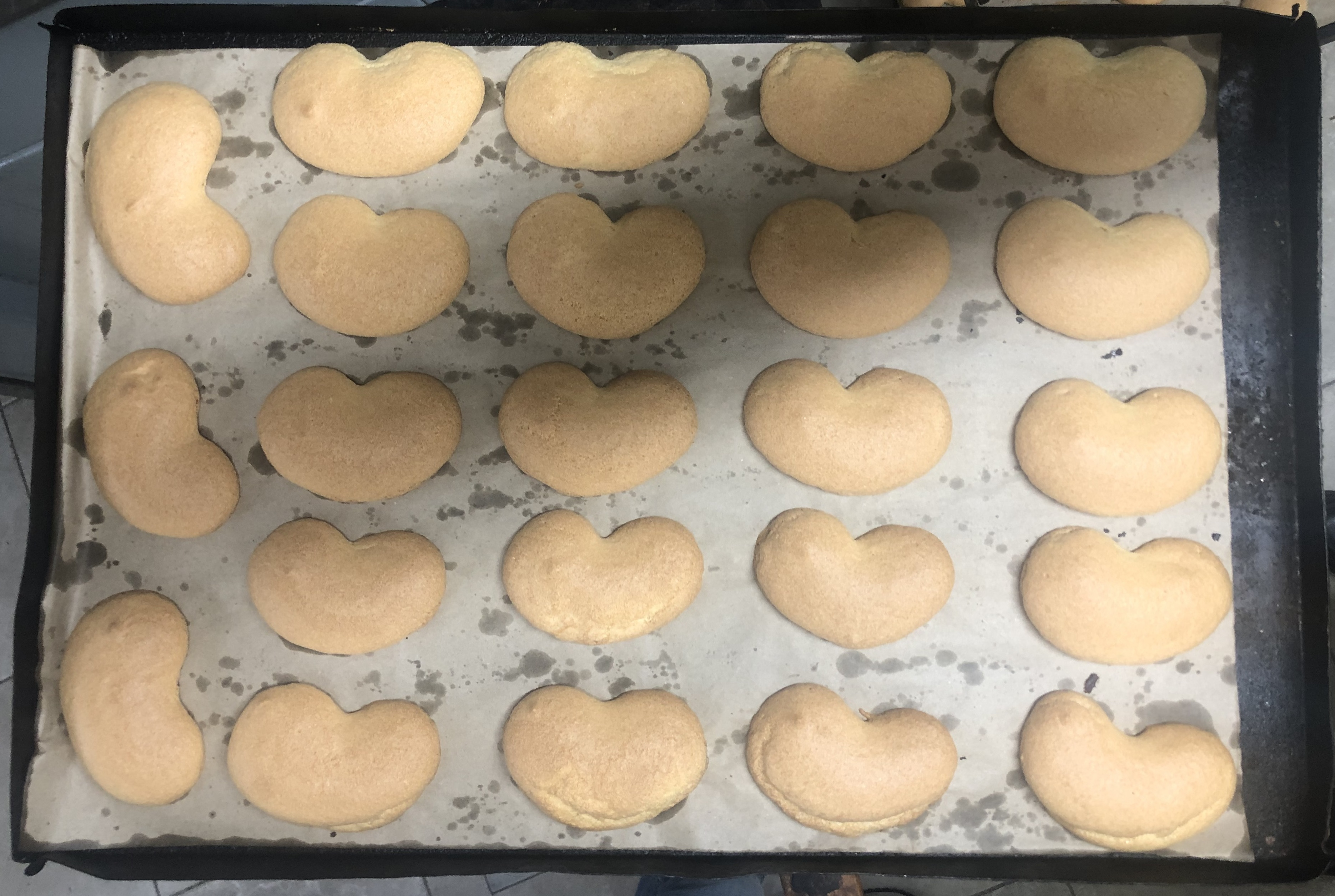
Sono la base per il pasticciotto o pasta velata
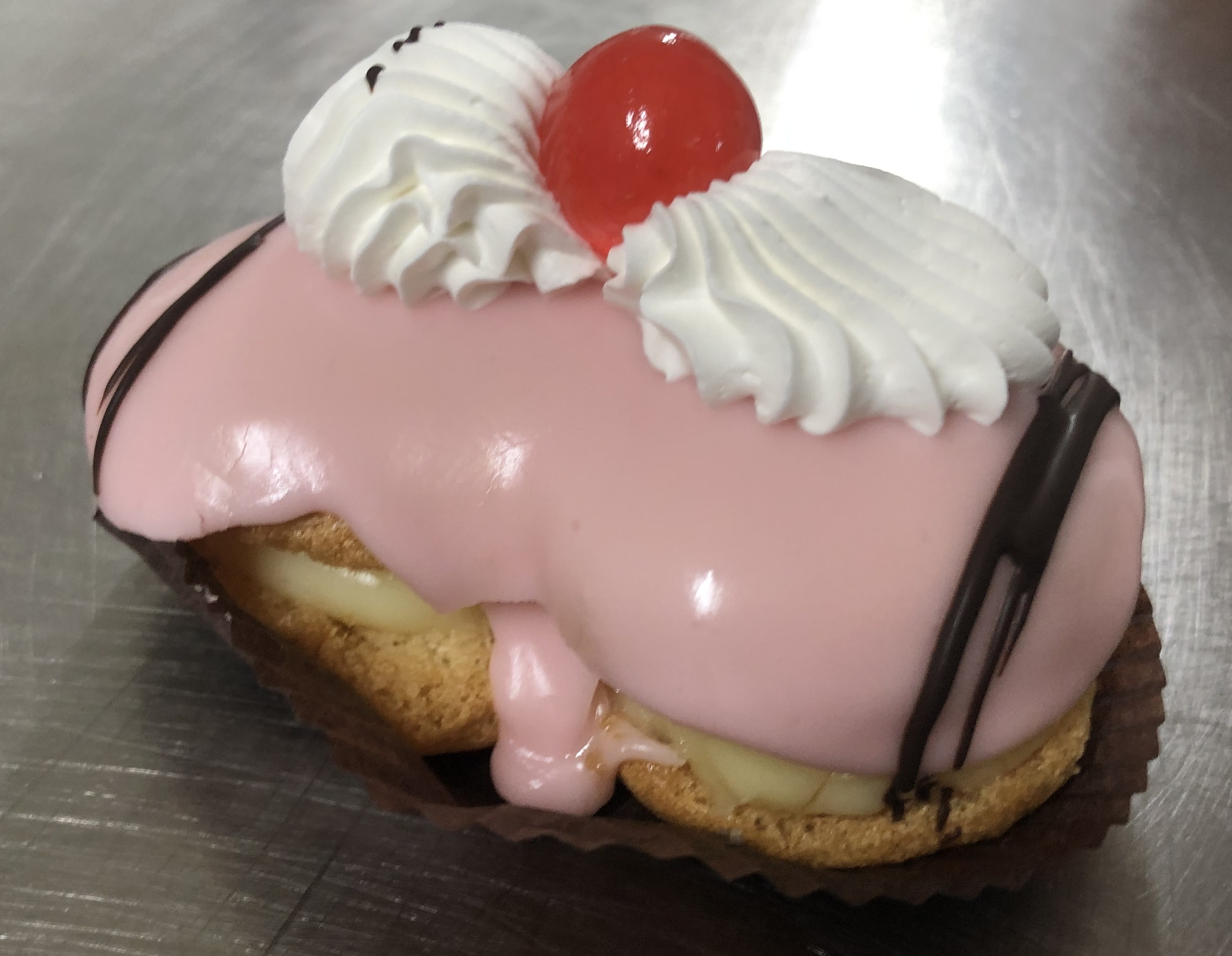
Una pasta velata con glassa rosa e candito di ciliegia
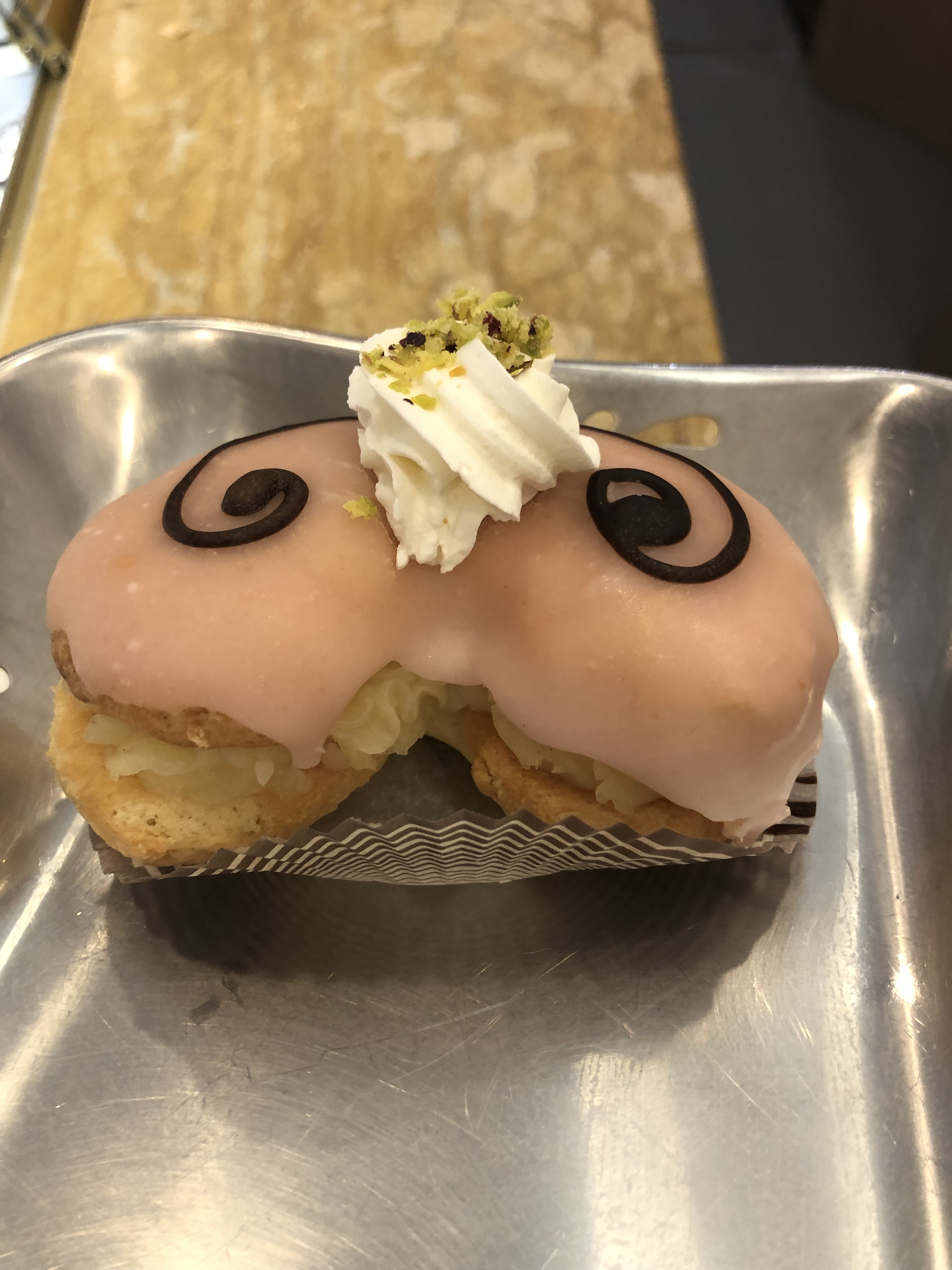
Una pasta velata con decoro panna e granella di pistacchio
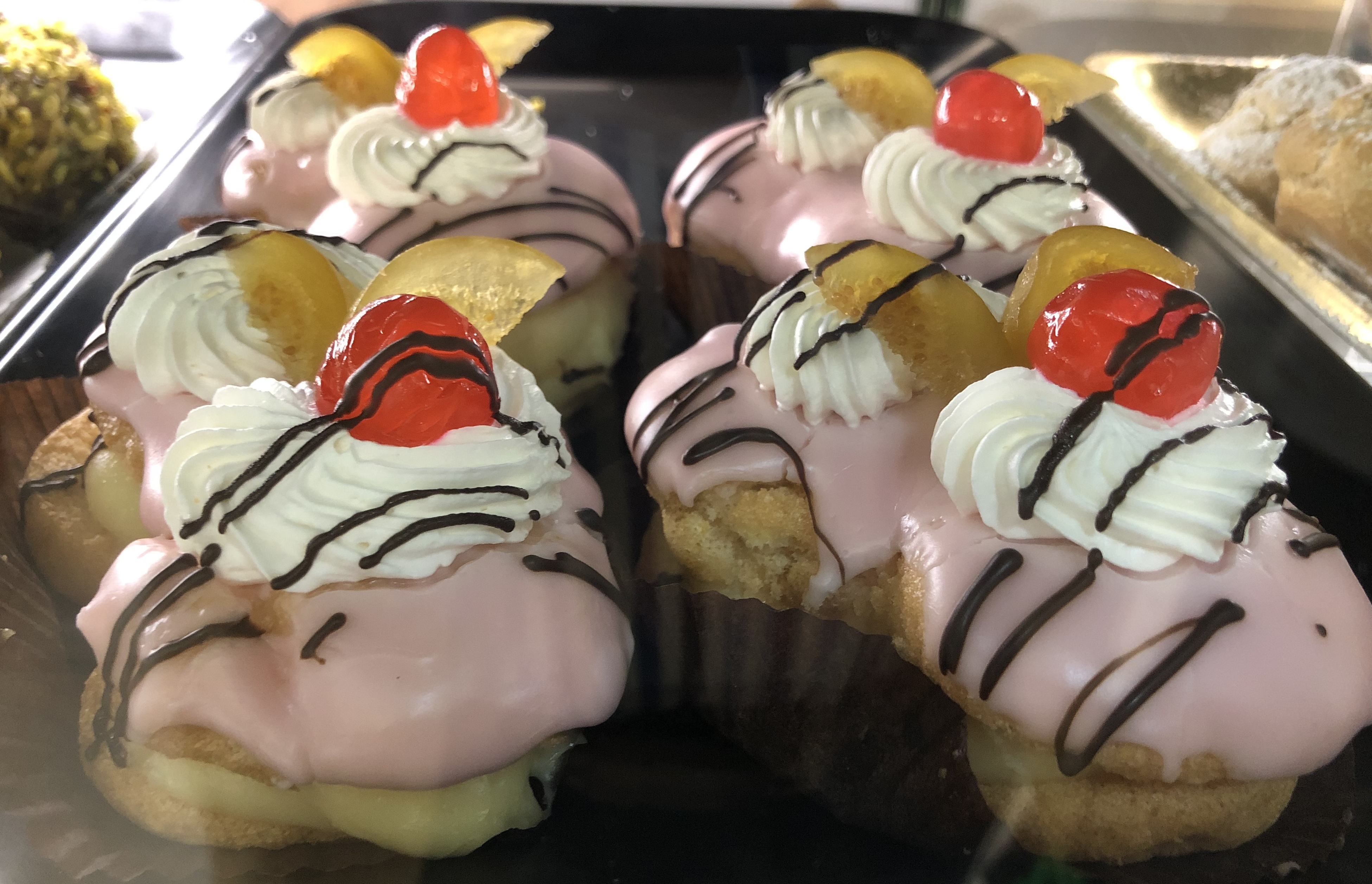
Paste velate con panna e canditi diversi